# Jewhen Borowyk
Jewhen Anatolijowycz Borowyk, ukr. Євген Анатолійович Боровик (ur. 2 marca 1985 w Pryłukach, w obwodzie czernihowskim) – ukraiński piłkarz, grający na pozycji bramkarza.

## Kariera piłkarska

### Kariera klubowa
Wychowanek RWUFK Kijów. Pierwszy trener - Ołeksandr Deriberin. W 2003 rozpoczął karierę piłkarską w drużynie rezerwowej Torpedo-Metałłurg Moskwa, w której rozegrał 6 gier i puścił 6 bramek. Wiosną następnego roku występował w amatorskiej zespole Jewropa Pryłuki, po czym został piłkarzem Nywy Winnica. Po tym, jak Nywa spadła do Druhiej Lihi, przeniósł się do Metalist Charków, ale bronił bramki tylko drużyny rezerw. Na początku 2007 przeszedł do Krywbasa Krzywy Róg. Zimą 2009 przeniósł się do Dnipra Dniepropetrowsk. W lipcu 2010 został wypożyczony do Krywbasa Krzywy Róg. W lipcu 2011 przeszedł do Arsenału Kijów. Podczas przerwy zimowej sezonu 2012/13 powrócił do Krywbasu, ale już po pół roku ponownie wrócił do Arsenału Kijów. Po rozformowaniu Arsenału, na początku 2014 był na testach w Metałurhu Zaporoże, a 12 marca 2014 podpisał kontrakt z klubem. 2 stycznia 2015 opuścił zaporoski klub. 9 lipca 2015 został piłkarzem Czornomorca Odessa. 11 stycznia 2017 podpisał kontrakt z Karpatami Lwów. 17 sierpnia 2017 przeszedł do Czerno More Warna. 19 lutego 2018 zasilił skład Akżajyka Orał. 18 października 2019 podpisał kontrakt z klubem Obołoń-Browar Kijów. 28 listopada 2019 za obopólną zgodą kontrakt został rozwiązany.